# نولان ميلر
نولان ميلر (بالإنجليزية: Nolan Miller)‏ هو مصمم أزياء تقليدية أمريكي، ولد في 8 يناير 1933 في بوركبورنت في الولايات المتحدة، وتوفي في 6 يونيو 2012 بسبب سرطان الرئة.

## وصلات خارجية
- نولان ميلر على موقع IMDb (الإنجليزية)